# Class 455
De Class 455 is een in Groot-Brittannië gebruikt treinstel bestemd voor personenvervoer.

## Spoorwegmaatschappijen
- New Southern Railway
- South West Trains

## Fleet details
| Class       | Operator             | Aantal treinen | Bouwjaar  | Aantal wagons per treinstel | Nummering                  |
| ----------- | -------------------- | -------------- | --------- | --------------------------- | -------------------------- |
| Class 455/7 | South West Trains    | 43             | 1984–1985 | 4                           | 455 701 - 455 742, 455 750 |
| Class 455/8 | New Southern Railway | 46             | 1982–1984 | 4                           | 455 801 - 455 846          |
| Class 455/8 | South West Trains    | 28             | 1982–1984 | 4                           | 455 847 - 455 874          |
| Class 455/9 | South West Trains    | 20             | 1985      | 4                           | 455 901 - 455 920          |

## Galerij

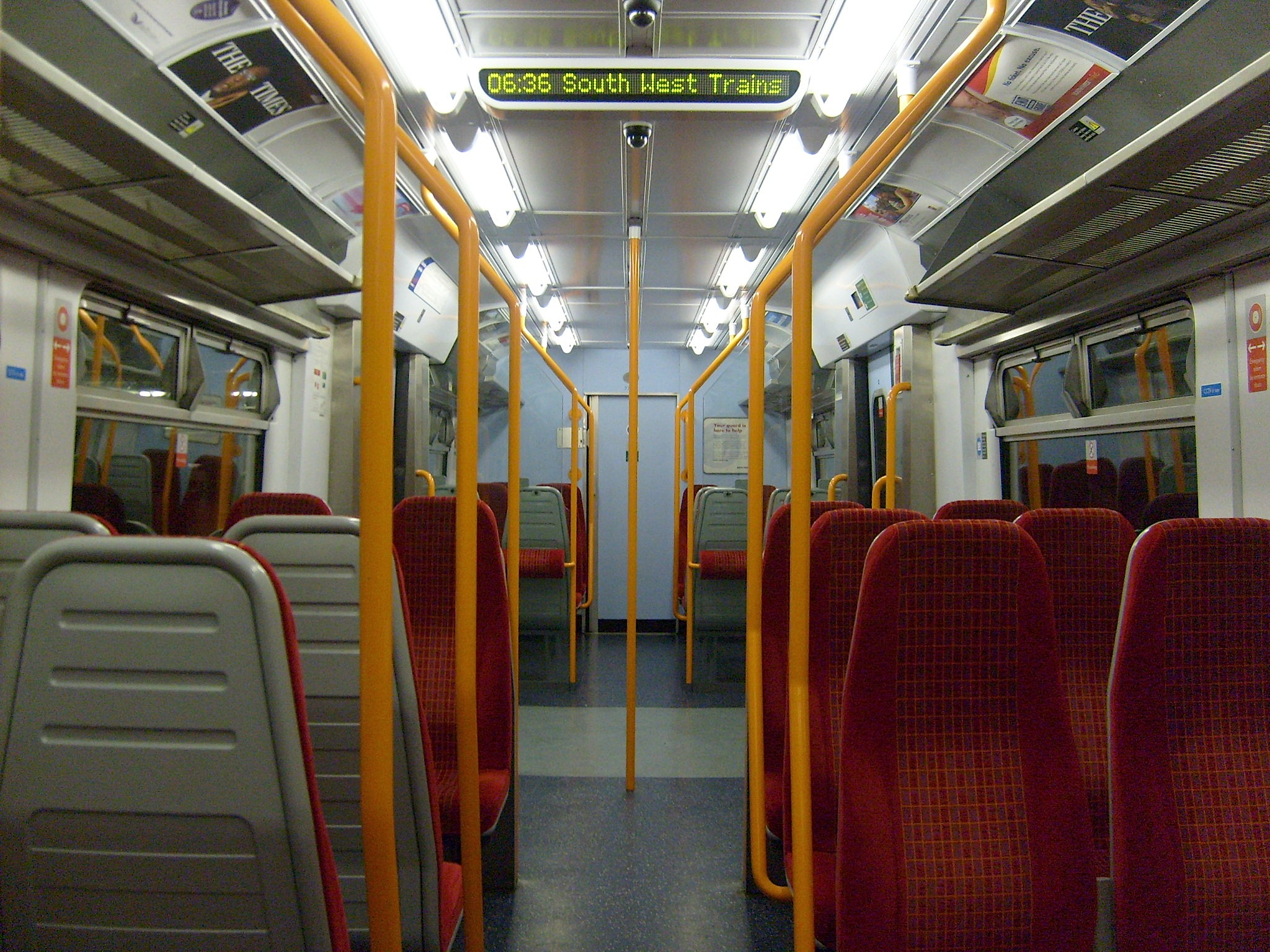
De tweede klasse
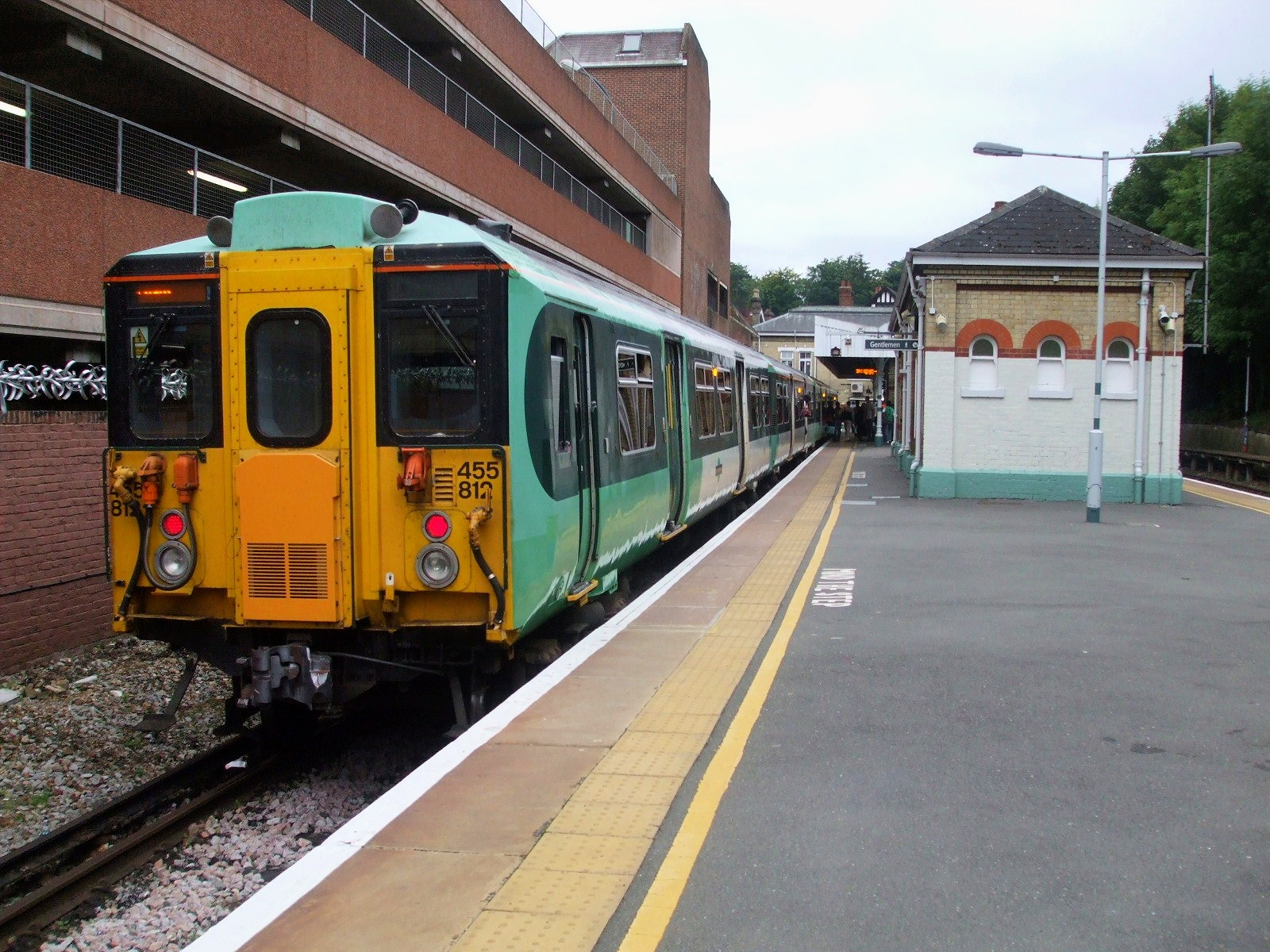